# 문화 한마당
문화 한마당은 KBS 한민족방송에서 2004년 10월 18일부터 2018년 5월 27일까지 방송했던 문화 정보 프로그램이다.
진행자는 변순복이며, 생방송은 매일 아침 8시 30분부터 아침 9시까지, 재방송은 매일 오후 5시 30분부터 저녁 6시까지이다.

## 역대 타KBS라디오 채널 본방송 시간
※ 방송 기간 중 KBS 한민족방송 생, 재방송과 더불어서 KBS 3라디오에서 2009년 10월 26일부터 2013년 10월 27일까지 매일, KBS 1라디오에서 2011년 1월 1일부터 2014년 4월 6일까지 주말에만 본방송을 하기도 했다.
| 방송 채널   | 방송 기간                          | 방송 시간                        | 비고                |
| ----------- | ---------------------------------- | -------------------------------- | ------------------- |
| KBS 3라디오 | 2009년 10월 26일 ~ 2011년 11월 6일 | 매일 밤 11:30 ~ 밤 12:00         | 3R 매일 본방송      |
| KBS 3라디오 | 2011년 11월 7일 ~ 2013년 10월 27일 | 매일 밤 12:30 ~ 새벽 1:00        | 3R 매일 본방송      |
| KBS 1라디오 | 2011년 1월 1일 ~ 2014년 4월 6일    | 일, 월요일 새벽 3:30 ~ 새벽 4:00 | 1R 주말 한정 본방송 |